# Fred Testot
Fred Testot (Boulogne-Billancourt, 20 febbraio 1974) è un attore, comico e cabarettista francese, membro del duo comico Omar e Fred in collaborazione con  Omar Sy.

## Filmografia

### Cinema
- La Tour Montparnasse infernale, regia di Charles Nemes (2001)
- Au Bistro du Coin, regia di Charles Nemesi (2011)
- La Guerre des boutons di Yann Samuell (2011)
- Marsupilami, regia di Alain Chabat (2012)
- En Passant Pécho: Les Carottes Sont Cuites, regia di Julien Hollande (2021)

### Televisione
- Sam - serie TV (2016-in corso)
- La Mantide (La Mante) – miniserie TV, 6 episodi (2017)
- L'ora della verita (Le temps est assassin) - miniserie TV, 8 puntate (2019)